# Arancio Acido 3
L'Arancio Acido 3 (tradotto dall'inglese Acid Orange 3) è il nome generico secondo Colour Index di un colorante arancione della serie acida, al quale corrisponde il numero CI 10385. Il nome IUPAC completo è sale monosodico dell'acido 5-((2,4-dinitrofenil)amino)-2-(fenilamino)benzenesolfonico, mentre sinonimi ed altri nomi comuni sono: Acid Fast Yellow AG; Acid Fast Yellow E5R; 4-(2,4-dinitroanilin)difenilammina-2-solfonato di sodio. 
Si presenta come polvere microcristallina di colore bruno-arancio, solubile in acqua ed etanolo per più del 2% in peso.

## Storia
Sintetizzato per la prima volta nel 1911 da Schmidlin, dal 1920 è prodotto industrialmente. Dopo un periodo di notevole sviluppo commerciale a partire dal 1950 quando se ne è diffuso l'uso a livello cosmetico (tintura per capelli), sul finire del XX secolo la produzione mondiale è stata fortemente ridimensionata anche a seguito dei sospetti di cancerosità - non ancora pienamente dimostrati sull'uomo.

## Sintesi
È un prodotto di sintesi e non esiste in natura, né esistono composti simili o imparentati strutturalmente. Si prepara dalla reazione di condensazione del 1-cloro-2,4-dinitrobenzene con l'acido 5-ammino-2-anilinbenzensolfonico.

## Usi
Usato nella tintura e soprattutto per la stampa tessile per fibre sintetiche, come colorante per pelli, legno e nella cosmetica come tinta per capelli.
Chimicamente è un derivato del 1,4-diamminobenzene, e come tale è stato indagato quale potenziale sostanza cancerogena. Attualmente secondo la lista IARC è in categoria 3.